# سالفاتايرا دي لوس باروس
بلدية سالفاتايرا دي لوس باروس (بالإسبانية: Salvatierra de los Barros)‏, هي إحدى بلديات مقاطعة بطليوس, التي تقع في منطقة إكستريمادورا, والتي تقع في غرب إسبانيا.
يبلغ عدد سكانها 1.927 نسمة وفقاً لإحصائية سنة (2002).